# تل آسیابی
تل آسیابی مربوط به هزاره ۴ و ۳ قبل از میلاد است و در شهرستان بیضا، بخش بیضاء، روستای هفتخوان واقع شده و این اثر در تاریخ ۱۲ بهمن ۱۳۸۱ با شمارهٔ ثبت ۷۱۸۰ به‌عنوان یکی از آثار ملی ایران به ثبت رسیده است.